# Samochód pancerny wz. 34
Das Fahrzeug Samochód pancerny wz. 34 (polnisch für „Gepanzerter Wagen, Modell 34“) war ein polnischer Radpanzer aus den 1930er-Jahren. Das Fahrzeug wurde erstmals im Jahre 1934 im Truppendienst eingesetzt.

## Geschichte
Nach dem Ersten Weltkrieg wurde der noch junge Staat Polen zunächst ausschließlich mit Militärgeräten aus dem Ausland ausgerüstet. Die Waffen kamen vor allem aus dem besiegten Deutschen Reich und aus Frankreich. Der Krieg 1919/20 gegen die Russische Sowjetrepublik brachte aber ebenfalls Waffen aus diesem Land mit sich. Von allen diesen Fahrzeugen galt der russische Austin-Putilow-Radpanzer wegen seines Aufbaus mit Rädern und Ketten (Halbkette) als besonders für die schlechte Infrastruktur Polens geeignet. Aufgrund dessen wurden in Frankreich etwa 135 Fahrzeuge mit Kegresse-Halbketten-Fahrwerk beschafft. 90 dieser Fahrzeuge wurden in den Baildon-Eisenwerken mit einem Panzeraufbau ausgerüstet und erhielten die Bezeichnung Wz. 28; sie wurden bei den selbstständigen Panzerwagenabteilungen eingesetzt. Aufgrund der begrenzten Haltbarkeit der Kegresse-Gummibandketten und der niedrigen Geschwindigkeit (maximal 30 km/h) wurden im Jahre 1933 die ersten Fahrzeuge auf Räder umgerüstet. Das Umbauprogramm begann Ende 1933 und das erste Fahrzeug konnte zwischen April und Juli 1934 getestet werden. Die Tests verliefen erfolgreich, obwohl das Fahrzeug im Gelände schwächelte. Dafür waren die Straßenfahreigenschaften deutlich besser als die des wz. 28 und so wurde entschieden, das Fahrzeug als wz. 34 in die polnische Armee einzuführen. Bis 1938 wurden so 87 wz. 28 auf den Stand des wz. 34 umgerüstet. Dadurch, dass die Fahrzeuge von mehreren Werkstätten umgerüstet wurden, ergaben sich verschiedene Versionen.

## Varianten

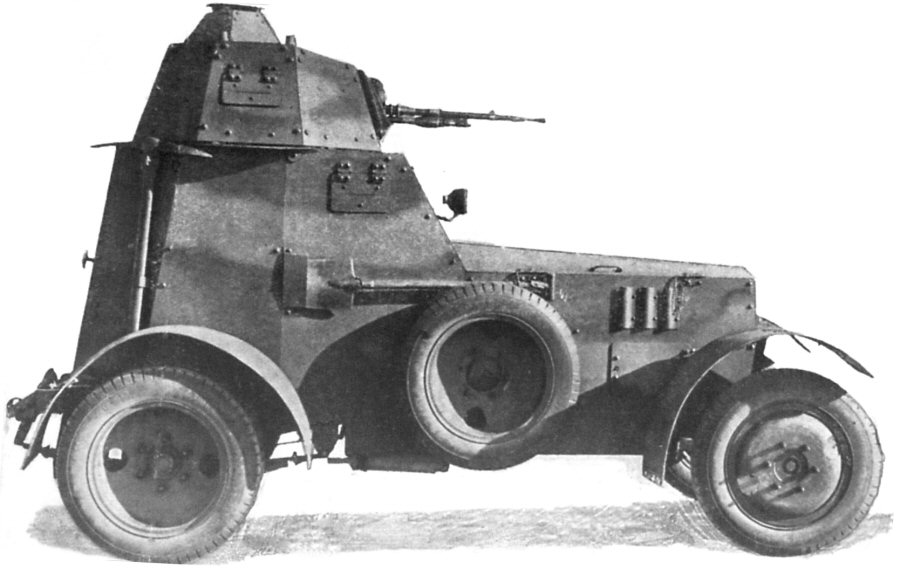
Gepanzerter Wagen, Modell 34

Den wz. 34 gab es insgesamt in drei verschiedenen Ausführungen, die sich eigentlich nur in der Bauform des Aufbaus, des Getriebes, einzelnen kleinen technischen Details und in der Motorisierung unterschieden. Insgesamt wurden von allen drei Fahrzeugausführungen 87 Stück gebaut.

### wz. 34
Die erste Version des wz. 34 besaß noch den originalen Citroën-Motor des wz. 28. Die einzige Änderung am Fahrgestell betraf die Hinterachse, die vom leichten LKW Fiat 614 stammte.

### wz. 34-I
Das Modell wz. 34-I erhielt den neuen Motor FIAT-108 sowie wiederum die Hinterachse des Fiat 614.

### wz. 34-II
Die letzte Version des wz. 34 war der wz. 34-II, der mit 60 gebauten Fahrzeugen auch die Masse der Fahrzeuge darstellte. Das Fahrzeug erhielt den stärkeren Motor Fiat-108-III sowie die Hinterachse des Fiat 618. Außerdem besaß das Fahrzeug hydraulische Bremsen und eine bessere elektrische Verkabelung. Einige wz. 34 aus früherer Produktion wurden im Jahre 1938 auf den Stand der Version wz. 34-II nachgerüstet.

## Technik

### Fahrgestell
Das Fahrgestell stammte komplett vom französischen Kegresse-Halbkettenschlepper; der hintere Teil wurde jedoch gegen die Hinterachse eines Lastkraftwagens von FIAT ausgetauscht.

### Motorisierung
Die Erstmotorisierung der Fahrzeuge bestand noch aus dem alten Citroën B-T4, der 20 PS leistete und auf der Straße eine Fahrgeschwindigkeit von 50 km/h ermöglichte. Die zweite und dritte Variante des wz. 34 erhielten einen Motor von FIAT, der 24 PS leistete und für eine Geschwindigkeit von 55 km/h sorgte. Bei einem Verbrauch von 23 Litern auf 100 km konnte der Radpanzer mit einer Tankfüllung von 55 bzw. 40 Litern 250 bzw. 180 km weit fahren. Alle Motoren waren 4-zylindrig und hatten eine Wasserkühlung. Die Kraftübertragung erfolgte über eine einzelne trockene Scheibe auf die Hauptkupplung. Das Getriebe hatte drei Vorwärtsgänge und einen Rückwärtsgang bzw. bei den anderen Fahrzeugen vier Vorwärtsgänge und einen Rückwärtsgang. Angetrieben wurden nur die hinteren Räder. Gebremst wurde mechanisch, später hydraulisch.

### Aufbau und Panzerung
Der Aufbau des wz. 34 bestand aus genieteten und verschraubten Panzerstahlplatten, die rundum 8 mm stark waren. Das Dach des Fahrzeugs war 6 mm stark gepanzert. Auf eine Panzerung des Bodens und somit auf einen Minenschutz wurde verzichtet. Der Boden bestand aus einfachen Holzplanken, die keinen großen Schutz boten. Die früheren Versionen wiesen in der Anordnung des hinteren Teils des Aufbaus ein auffälliges Merkmal auf. Während die ersten Versionen hinten eine komplett gerade Panzerung besaßen, erhielten die späteren Versionen eine abgeschrägte Panzerung, welche die Wirkung der Panzerung etwas verstärkte. Zudem war der Aufbau auch noch schmaler. Der Fahrer konnte in der ersten Version über zwei durch Klappen verschließbare Scheiben nach vorn schauen. Die späteren Versionen besaßen nur noch eine Scheibe.

### Bewaffnung
Für den wz. 34 gab es zwei verschiedene Bewaffnungsvarianten, die im Drehturm auf dem hinteren Teil des Fahrzeugs Platz fanden. Bei der Bewaffnung orientierte man sich am wz. 28. Die Bewaffnung wurde im Verhältnis 1/3 zu 2/3 angepasst. Etwa 30 Fahrzeuge waren mit der 37-mm-SA-18-Puteaux-L/21-Kanone ausgestattet, die noch aus Zeiten des Ersten Weltkriegs stammte und als Infanteriegeschütz zur Bekämpfung von Maschinengewehrnestern diente. Für das Geschütz wurden 96 bis 100 Geschosse mitgeführt, die in Kästen zu 24 Geschossen gelagert wurden. Das Geschütz wurde mittels eines Visiers mit 1,5-facher Vergrößerung und einer Schulterstütze auf das Ziel gerichtet. Der Durchschlag der Geschosse betrug maximal 12 Millimeter. Somit konnte man noch nicht einmal den deutschen Panzerkampfwagen I bekämpfen, der eine Panzerung von 13 mm hatte. Die maximale Reichweite der HE-Granaten betrug 2500 Meter. Die Fahrzeuge waren vor allem für Schwadron- und Truppführer und nicht zur Bekämpfung von Panzerfahrzeugen vorgesehen. Die zweite Bewaffnungsvariante, mit der der Rest der Fahrzeuge ausgerüstet war, war das 7,92-mm-Hotchkiss wz. 25 Maschinengewehr. Für diese Waffe standen dem Schützen 2000 Schuss zur Verfügung. Jede der beiden Bewaffnungsvarianten hatte zudem noch zwei verschiedene Aufhängungsvarianten für die Waffen, wobei die neuere den überwiegenden Teil darstellte.

### Besatzung
Die Besatzung bestand aus zwei Mann: dem Fahrer, der im vorderen Teil des Fahrzeuges saß, und dem Kommandanten des Fahrzeuges, der auch Richt- und Ladeschütze war. Während der Fahrt unter Normalbedingungen konnte der Kommandant auf der linken Seite des Fahrzeuges auf einer kleinen Bank Platz nehmen. Während des Gefechtes konnte er sich auf einen Stoffriemen setzen, der im Fahrzeug aufgespannt war. Zur Verständigung mit der Außenwelt konnte der Kommandant farbige Flaggen verwenden.

### Tarnung

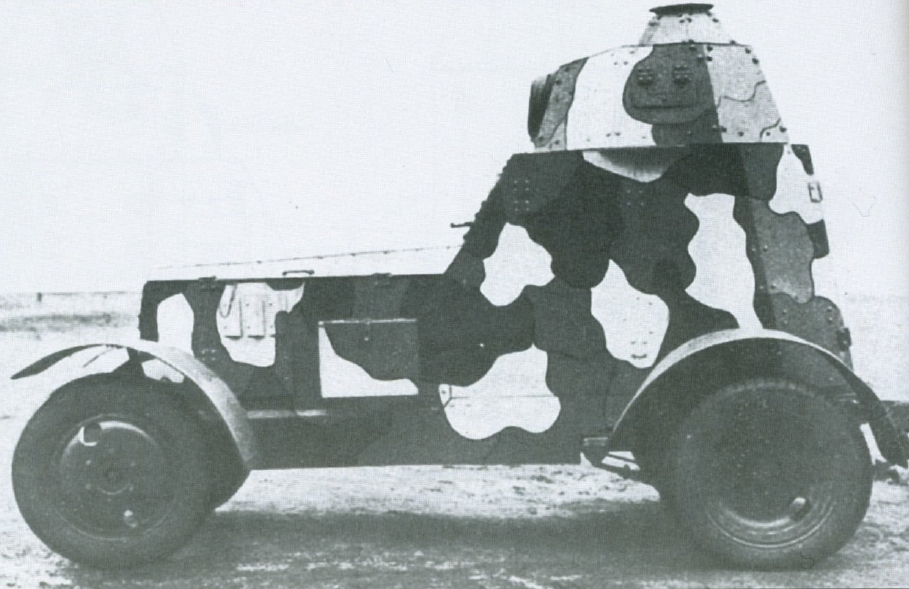
„japanische Tarnung“

Die Tarnbemalung wechselte in den Jahren zwischen 1934 und 1939. Zwischen 1932 und 1936 hatten die Fahrzeuge der polnischen Armee ein Tarnschema, das sich „japanische Tarnung“ nannte. Das Fahrzeug wurde mit sandfarbenen, braunen und dunkelgrünen Flecken überzogen, die von schwarzen Streifen getrennt wurden. Ab 1936 erhielt das Fahrzeug eine gefleckte Tarnung mit gräulichem Sand und Dunkelbraun auf der Grundfarbe Braungrün. Die Flecken verliefen horizontal und hatten weiche Übergänge. Der Innenraum der Fahrzeuge wurde sandfarben angestrichen. Das Fahrgestell war olivgrün oder schwarz lackiert.

## Kampfeinsätze
Vor dem Krieg wurden die wz. 34 für das Training in folgenden Einheiten eingesetzt:
- 1. Gepanzertes Bataillon in Posen (9 Fahrzeuge)
- 4. Gepanzertes Bataillon in Brest Litowsk (9 Fahrzeuge)
- 5. Gepanzertes Bataillon in Krakau (9 Fahrzeuge)
- 6. Gepanzertes Bataillon in Lwiw (17 Fahrzeuge)
- 7. Gepanzertes Bataillon in Bydgoszcz (9 Fahrzeuge)
- 12. Gepanzertes Bataillon in Luzk (9 Fahrzeuge)

Diese Bataillone waren große Friedensbataillone, die während der Mobilisierung im Jahre 1939 zehn gepanzerte Schwadrone bildeten, die auf die Kavallerie-Bataillone aufgeteilt wurden. Jede Schwadron hatte sieben Fahrzeuge. Mit dem wz. 34 ausgerüstet waren die Schwadrone Nummer 21, 31, 32, 33, 51, 61, 62, 71, 81 und 91.
Der Kampfwert der Fahrzeuge war 1939 sehr gering. Die Fahrzeuge waren veraltet und durch das Training in den Vorjahren auch stark abgenutzt. Nach den Plänen der polnischen Armee sollten sie zur Aufklärung oder zur Unterstützung von schlecht bewaffneten Truppen dienen. Tatsächlich wurden sie allerdings dazu eingesetzt, den allgemeinen Mangel an gepanzerten Fahrzeugen auszugleichen, und wurden in Gefechte mit der deutschen Wehrmacht geschickt, in denen sie schwere Verluste erlitten. Die Fahrzeuge waren eher für Einsätze auf der Straße anstatt im Gelände geeignet. Ein weiterer großer Nachteil war, dass sie nicht durch tiefe Flüsse waten konnten, was den Fahrzeugen des 62. und 71. Bataillons zum Verhängnis wurde, die nicht über die Bzura kamen und zerstört werden mussten. Weitere Nachteile brachte das Fehlen von Funkgeräten in den Fahrzeugen, wobei dadurch der Kommandant womöglich noch mehr überfordert gewesen wäre. Hinzu kam der Treibstoffmangel.
Obwohl der Kampf mit den deutschen Einheiten nicht so spektakulär war wie der des wz. 29, so waren sie doch die Arbeitspferde der polnischen gepanzerten Einheiten. Mit viel Mut setzten sich die Kommandanten der Fahrzeuge oft genug in ausweglosen Situationen den deutschen Einheiten entgegen. Dabei konnten von den Fahrzeugen mit den Geschützen sogar einige gegnerische gepanzerte Fahrzeuge vernichtet werden. Einige Fahrzeuge, die nicht mobilisiert werden konnten, wurden später in zusammengewürfelten Einheiten eingesetzt. Nach den Statistiken über den Verlust von gepanzerten Fahrzeugen, wurden inklusive der acht wz. 29 55 % der Fahrzeuge im Kampf zerstört; 35 % der Fahrzeuge wurden wegen technischer Defekten aufgegeben (die Fahrzeuge, die am Ufer der Bzura zurückgelassen wurden, zählten wahrscheinlich auch dazu) und 10 % wurden aufgrund von Treibstoffmangel aufgegeben.

### Weiterverwendung
Alle wz. 34 wurden von den Deutschen erbeutet. Die meisten der Fahrzeuge waren entweder außer Gefecht gesetzt worden oder beschädigt. Fahrzeuge, die unbeschädigt waren oder noch repariert werden konnten, wurden wieder instand gesetzt und von der deutschen Polizei im besetzten Polen eingesetzt. Insgesamt 18 Fahrzeuge wurden im Jahr 1941 an das Militär von Kroatien weitergegeben, um dort im Kampf gegen Partisanen eingesetzt zu werden. Keines der Fahrzeuge überdauerte den Krieg und so gibt es bis heute nur Nachbauten des wz. 34 auf anderen Fahrgestellen.